# Monoctonus woodwardiae
Monoctonus woodwardiae är en stekelart som beskrevs av Petr Starý och Evert I. Schlinger 1967. Monoctonus woodwardiae ingår i släktet Monoctonus och familjen bracksteklar. Inga underarter finns listade i Catalogue of Life.